# Comuna Bohdanivka, Domanivka
Bohdanivka (în ucraineană Богданівка) este o comună în raionul Domanivka, regiunea Mîkolaiiv, Ucraina, formată din satele Bohdanivka (reședința), Cervonîi Kîiiv, Kalînivka, Kuibîșevka, Mariivka, Petrivka și Vînohradnîi Sad.

## Demografie
Componența lingvistică a comunei Bohdanivka
     Ucraineană (94,26%)
     Rusă (3,28%)
     Română (1,64%)
     Alte limbi (0,08%)
Conform recensământului din 2001, majoritatea populației comunei Bohdanivka era vorbitoare de ucraineană (94,26%), existând în minoritate și vorbitori de rusă (3,28%) și română (1,64%).